# Bonnetia jauaensis
Bonnetia jauaensis är en tvåhjärtbladig växtart som beskrevs av B. Maguire. Bonnetia jauaensis ingår i släktet Bonnetia och familjen Bonnetiaceae. Inga underarter finns listade i Catalogue of Life.